# Saverți, Șepetivka
Saverți (în ucraineană Саверці) este un sat în comuna Lotivka din raionul Șepetivka, regiunea Hmelnîțkîi, Ucraina.

## Demografie
Componența lingvistică a localității Saverți
     Ucraineană (97,6%)
     Rusă (2,4%)
Conform recensământului din 2001, majoritatea populației localității Saverți era vorbitoare de ucraineană (97,6%), existând în minoritate și vorbitori de rusă (2,4%).